# 渋家
渋家（シブハウス）は、2008年（平成20年）4月に東京都内で始動したランドアートまたはコミュニティアートの作品である。また、渋谷区にある同メンバーが運営を行なうシェアハウスも指す。同じくコミュニティをテーマとする沖縄県のナハウスや共同制作空間「BARRAK」は石黒裕起、手塚太加丸が渋家を参考に設立した。
このコミュニティは、新たな発想を生むコミュニティの設計を課題として活動し、新たな人材を次々と巻き込みながら、所属メンバー、出身アーティスト、外部アーティストが連携を取り、分野の垣根を跨いだ活動をおこなっている。渋家に住む人々をメンバー、渋家外の人々をゲストと言い分けている。渋家にはメンバーの中から一人が代表という役割を持っている。代表それぞれによって活動や運営の方向性が異なるのが特徴である。入居条件は1週間の体験入居を行ってから入居可否を判断する以外には設けられておらず、元からアーティスト，クリエイター，パフォーマーを志す者のみならず、街で見かけたホームレスや家出少女などに居場所を与えることもある。
その活動は大きく、黎明期（2008年 - 2010年）、過渡期（2011年 - 2016年）、新世代（2017年 - 現在）の3つの時期にわかれる。これまで、黎明期および過渡期においては、tomad（Maltine Records主催）、ちゃんもも◎（アイドル／タレント）、上妻世海（文筆家／キュレーター）、木皮成（振付家）、小林健太（写真家）、佐藤栄祐（TAV GALLERY）、毒kinokopink（ファッションデザイナー）、ゴッドスコーピオン（Psychic VR Lab）、rei nakanishi（グラフィックデザイナー）、ノガミカツキ（メディアアーティスト）、Marukido（ラッパー）、大もも、爆裂根岸などが在籍。この時期においては、Maltine Recordsと多くの活動を共にし、クラブやライブでの活動が多いのが特徴であった。
代表によって渋家の説明は異なるが、渋家の黎明期からのメンバーであった元代表の山口としくに（現･ShibuCreation株式会社代表取締役）は、2019年（平成31年）1月9日のAbemaTV生放送にて、過去を振り返りながら「リアル版mixi」あるいは、現代版「トキワ荘」と説明している。
また、以前は関係者により2016年（平成28年）に設立された、アーティストマネジメント、イベント開催、コンテンツ制作などを手掛ける事業会社である渋家株式会社も含まれていたが、渋家の世代交代や事業規模の拡大に伴い、2018年（平成30年）7月1日に渋都市株式会社に商号を変更し、運営体制は切り離された。

## 歴史
高校を卒業後、引きこもりを経て予備校の芸術論を単科で受講していた齋藤恵汰が、2007年12月18日に家を借りるランドアートを構想し、同じクラスの受講者を勧誘して結成。初期は単なるシェアハウスと何ら変わらなかったが、カルチャー集団として模索をつづけながら多数のアーティストを輩出し、著名ミュージシャンなどのイベント演出を手掛けるhuezの活動が始動し、渋家株式会社を設立して事業を軌道に乗せ、後に商号を渋都市株式会社に変更するなど、アート，デザインの双方で着実に実績を積み上げている。現在は在籍した元メンバーを中心とした出身者によるネットワークとしての側面と、2017年（平成29年）からの新たな世代によるシェアハウスの運営という側面を併せ持つ。

### 黎明期 ―― 移転を繰り返した時期
齋藤恵汰のランドアート作品として制作される。
- 2008年 - 予備校の芸術論のクラスで知り合った5人によって始動。目黒区の池尻大橋駅付近のアパートで共同生活を送る。初期には渋家という名称は無く「ヘルハウス」と呼んでいた[18]。略称はこの当時から「ハウス」であった。この当時から友人の繋がりで来訪者が増え、メンバーも増えて行った。間取りは2DK（6畳3部屋）だった。
- 2009年 - 15人程度が住むようになり限界が来たため、同じく渋谷寄りの目黒区に移転。移転後の第一回会議で「渋家」という名称が考案される[18]。
- 2010年 - 渋家トリエンナーレ2010の開催のため家を布で包んだことが原因で、不動産屋から退去を命じられる[18]。恵比寿に物件が見つかったが入居日まで一部メンバーは行き先を失い、ネットカフェ難民などを行ってやり過ごした。
- 2010年 - 渋谷区恵比寿に移転[18]。後にアイドルとなるちゃんもも◎、Maltine Records創設者のtomadが訪問するようになる。tomadによる音楽イベントが開始される。

### 過渡期 ―― 新メンバーの増加
設立当時を知らない新メンバーが増加し、商業活動も盛んになって行く。
- 2011年 - イベントの増加により渋谷区南平台町に移転した。Maltine Recordsのイベント演出が切っ掛けとなり、フリーランスの集合体として商業活動が活発化した。また、メディアアーティスト志望の初期メンバーにより空間演出ユニットのhuezが結成された。ちゃんもも◎、tomadもメンバーとなった。渋家株式会社の設立を宣言するが、その後の具体的な動きはなく、正式な設立は2016年に持ち越された[19]。
- 2013年 - 森美術館30周年記念展『アウト・オブ・ダウト』においてディスカーシブ・プラットフォーム（Discursive Platform）に選出[20]。
- 2013年 - 新世代が解く!ニッポンのジレンマ『新TOKYO論』に斎藤桂太が出演、渋家を取材したVTRが放送された[21]。
- 2013年 - 「第17回 文化庁メディア芸術祭」審査委員推薦作品選出（エキソニモ, 渋家, Maltine Records 連名作品「VideoBomber」）[22]
- 2014年 - WWWにてOL KillerとCharisma.comの対バンライブにVJとして出演[23]。
- 2015年 - 8月15日、16日に行なわれた「ゆず 弾き語りライブ 2015 二人参客 in 横浜スタジアム」で一部楽曲のアレンジを担当した[24]。
- 2016年 - 渋家と、そこから派生した空間演出ユニット「huez」の2団体を母体として渋家株式会社が設立される[25]。

### 新世代 ―― 初期メンバーの居ない渋家
初期メンバーは企業活動に専念し、シェアハウスは新世代に明け渡された。
- 2017年 - メンバーを平均20歳程度の新世代に入れ替えて再始動した。また初期メンバーはシェアハウスの運営から退いた。
- 2018年 - 渋家株式会社が渋都市株式会社（シブシティカブシキガイシャ）に商号を変更。一般企業と同じように社員の採用を徐々に増やす。
- 2018年 - 渋家の設立10周年を記念したイベント「Home Party」が、MAGNET by SHIBUYA109 屋上「MAG’s PARK」にて開催[26]。
- 2019年 - 渋都市株式会社の代表取締役の山口としくにがAbemaTV生放送に出演し、インタビューを受けた。
- 2020年 - 家主と賃貸契約更新の合意が形成できず、4月30日までに南平台町にある4th渋家から引越しすることを発表[27]。元メンバーや関係者各位によるメッセージや引越しのための支援を募る[28]。
- 2020年 - 渋家 presents「”渋家系”文化論 2008-2020」Live Streaming Party for moving soon at SUPER DOMMUNEを開催。12年の歴史を総括した。
- 2020年 - 渋谷区初台の5th渋家に移転。ここから新メンバーが賃借人となり、全てを新メンバーが管理することになった。
- 2021年 - CY8ERの解散ライブ「CY8ERなりの横浜アリーナ at 日本武道館」でhuezが会場の演出を担当した。日本武道館の会場演出は初となった。

## 渋都市株式会社
渋都市株式会社（シブシティカブシキガイシャ）とは、2016年（平成28年）に渋家から派生したクリエイティブカンパニーである。東京のカルチャーシーンから登場した新興のクリエイティブカンパニーとして、固定観念に囚われず様々な企画・制作・マネジメントなどを一手に引き受けている。

### 歴代代表
| 代   | 代表        | 代表        | 就任年月日    | 退任年月日    |  |
| ---- | ----------- | ----------- | ------------- | ------------- |  |
| 1    | 齋藤恵汰    | 齋藤恵汰    |               |               |  |
|      | 増沢大輝    |             |               |               |  |
|      | 加治屋      | 加治屋      | 2011年7月29日 |               |  |
|      | 菅井早苗    |             |               |               |  |
|      | としくに    | としくに    |               | 2014年 4月8日 |  |
| 7    | ちゃんもも◎ | ちゃんもも◎ | 2014年 4月8日 | 2015年 4月3日 |  |
|      | YAVAO       | YAVAO       | 2015年 4月3日 | 2016年 4月1日 |  |
|      | としくに    | としくに    | 2016年 4月1日 |               |  |
| 10   | KENT        | KENT        |               | 2017年7月27日 |  |
| 代理 | 藤田直希    | 藤田直希    | 2017年7月27日 | 2018年1月7日  |  |
| 11   | iddi        | iddi        | 2018年1月7日  |               |  |
| 14   | kokorau     | kokorau     |               |               |  |
| 15   | ayano_chan  | ayano_chan  |               |               |  |
| 16   | 上梨        | 上梨        |               | 2021年 5月1日 |  |
| 17   | 爆裂根岸    | 爆裂根岸    | 2021年 5月1日 |               |  |
| 18   | 松山孝法    | 松山孝法    |               |               |  |

### 歴史
2016年に、（平成28年）渋家に集っていた個人事業主を中心として法人化され、渋家株式会社が設立された。その際には株主が一般に募集され、連続起業家である家入一真氏も出資者の一人となった。その後の事業規模拡大に伴い、事業内容と組織体制の見直しを行い、2018年（平成30年）7月1日に渋都市株式会社に商号変更をおこない、渋家とは運営体制が切り離された。

### 会社概要
レーザーや特殊照明、インタラクティブ・テクノロジーで体験の魅力を演出するクリエイティブカンパニー。企業理念は「出会って､ 踊る。」
- 公式サイト：https://shibucity.com/
- 商号：渋都市株式会社（旧商号・渋家株式会社）
- 会社所在地：東京都目黒区青葉台4-4-1 目黒青葉台タウンハウス101
- 資本金：826万4000円

### アーティストマネジメント
マネジメントオフィスとして、空間演出ユニットhuez、しらい/白羽をマネジメントしており、ライブ演出も手掛けている。また、過去には、チップチューン音楽家のTORIENAが所属していた。

### 演出
PVやライブにおける演出では、tofubeats、水曜日のカンパネラ、TORIENA、アイドルグループのCY8ERと関わりが深い。

### 制作
過去にメンバーとして在籍し、7代目代表としても活動していたタレントのちゃんもも◎が合流し、アパレルやコンカフェのプロデュースを行っている。

### 組織体制
設立当初の2016年（平成28年）から2018年（平成30年）にかけては、渋家の設立初期のメンバーや、長年親交のある表現者が集っていた。

## 逸話
2011年（平成23年）より2020年（令和2年）にかけて拠点であった、渋谷区・南平台の一軒家の地下にある「クヌギ」と呼ばれる多目的部屋では、音楽イベントや映像上映会が開催され、風営法改正に関連して、その活動は複数のメディアに取り上げられた。

## 主な展示例
- 2012年 - 『House 100』The Container[36]
- 2013年 - 『Owner Change』東京国際フォーラム[37]